# 萊德灣
67°34′S 68°20′W / 67.567°S 68.333°W
萊德灣是南極洲的海灣，位於阿德萊德島東南岸，長7公里、寬11公里，處於高德里山以東9公里，由法國探險隊發現並繪入地圖，現時由南極條約體系管理。